# Николаевски проход
Николаевският проход е нископланински проход (седловина) в източната част на Сърнена Средна гора, в Община Сливен, област Сливен.
Проходът е с дължина 4,1 km и надморска височина на седловината – 258 m. Свързва югозападната част на Сливенската котловина на север с източната част на Новозагорското поле на юг.
Проходът започва на 200 m н.в., на 2,8 km северно от село Николаево и се насочва на юг, нагоре по северния склон на Сърнена Средна гора. В североизточната част на селото преодолява седловината на 258 m н.в. и след 1,3 км в южната му част слиза в Новозагорското поле и завършва на 200 m н.в.
През него преминава участък от 6,9 km от третокласния Републикански път III-6601 (от km 0,7 до km 7,6) Сливенски минерални бани – Кермен – Скалица. Поради ниската си надморска височина проходът е лесно проходим и пътят през него се поддържа целогодишно за преминаване на моторни превозни средства.

## Топографска карта
- Лист от карта K-35-53. Мащаб: 1 : 100 000.